# 니시야역
니시야역(일본어: 西谷駅、にしやえき)은 일본 가나가와현 요코하마시 호도가야구에 위치한 사가미 철도 본선의 역이다. 역 번호는 SO08이다.

## 역 구조
섬식 승강장 2면 4선의 지상역이지만 가나가와동부방면선(가칭) 공사에 따라, 2010년 4월 하순에 1번 선의 선로와 가선이 철거되고 그 후 2012년 4월의 다이어 개정부터는 4번 선 공사로 현재는 2면 2선으로 되어 있다. 교상 역사를 갖는다. 서쪽 바로 위를 도카이도 신칸센의 고가교가 가로지르고 있지만 본 노선에는 역이 없다.
대피선 사용 시에는 출퇴근 시간에 4번 선에서 각역정차가 급행의 통과 대기했다. 또한, 쾌속 도입 직후, 낮에 1번 선에 각역정차가 쾌속의 통과 대기를 하는 운용이 이루어지고 있었다. 현재, 발차표의 설치는 밝혀지지 않았다.
만일 승강장에서 전락할 때 피난하는 공간을 확보하고 있다. 에스컬레이터와 엘리베이터가 설치되어, 배리어 프리에 대응하고 있다.
과거에는, 상행 승강장의 계단 아래에서 카레 라면이 영업하고 있었지만, 폐점 후에 자동 판매기가 설치되었다. 또한, 하행 승강장 계단 아래에는 화장실이 설치되었지만 지금은 역사 부분으로 이설되었다.

### 승강장
| 번호 | 노선 | 방향 | 행선                                                                   |
| ---- | ---- | ---- | ---------------------------------------------------------------------- |
| 1    | 본선 | 하행 | 사용 중지                                                              |
| 2    | 본선 | 하행 | 후타마타가와・야마토・에비나・이즈미노 선 직통 이즈미노・쇼난다이 방면 |
| 3    | 본선 | 상행 | 호시카와・요코하마 방면                                                |
| 4    | 본선 | 상행 | 하자와요코하마코쿠다이 방면 (JR직통선)                                 |

- 2,3선이 주로 본선, 1번 선은 대피선(부본선)이다.

## 역 주변
본 역은 가타비라 강이 흐르는 야치에 입지하고 있어 남북 방향으로는 구릉 지대이다. 부지의 관계에서 역전에 로터리는 존재하지 않지만, 바로 북쪽에 국도 제16호선가 통과하고, 여기에 버스 정류장이 있다. 또한, 스카이락의 건너편에는 업체 사설에 의한 택시 승강장이 있다.
국도를 따라서 편의점, 헌책방, 패밀리 레스토랑 등이 입지한다. 역 남쪽에는 니시야 상점가나 마루에쓰 등의 상업 시설이 있다. 남북 언덕 부분의 상당수는 주택지에서, 특히 북쪽에는 대규모 단지가 조성된 장소도 있다. 그래서, 북쪽에는 학교가 많고 특히 사립의 요코하마 상과 대학 고등학교 근처역의 하나로 아침 저녁으로 통학하는 학생들로 붐빈다. 역의 북동쪽 언덕에는 후지야마 신사가 있다.

### 기타구치
- 국도 제16호선
- 가나가와 현도 109호 아오토카미호시카와 선
- 요코하마 시 소방국 호도가야 소방서 니시야 출장소
- 후지야마 신사
- 센마루다이 단지
- 사사야마 단지
- 호도가야 병원
- 고호쿠 병원
- 아사히 유리 중앙 연구소
- 요코하마 상과 대학 고등학교
- 요코하마 시립 가미스가타 중 학교
- 요코하마 시립 아라이 중학교
- 요코하마 시립 가미스가타 초등학교
- 요코하마 시립 아라이 초등학교
- 요코하마 시립 사사야마 초등학교

### 미나미구치
- 가타비라 강
- 니시야 상점가
- 마루에쓰 니시야점
- 요코하마 시 니시야 지구 센터
- 요코하마 니시야 우체국
- 진가시타 계곡
- 가나가와 현립 호도가야 고등학교
- 요코하마 시립 니시야 중학교
- 요코하마 시립 가와지마 초등학교

## 역사
- 1926년 12월 1일: 영업 개시, 개통 당초에는 하행 방면 단선 승강장의 2면 3선의 구조였다.
- 1966년 5월 1일: 교상 역사 완공으로 플랫폼 2면 4선화.
- 2010년 4월: 가나가와동부방면선(가칭) 건설 준비로 인하여 1번 선(하행)의 선로 철거.
- 2012년 4월: 가나가와동부방면선(가칭) 건설 준비로 인하여 4번 선(상행)의 선로 철거.

## 사진

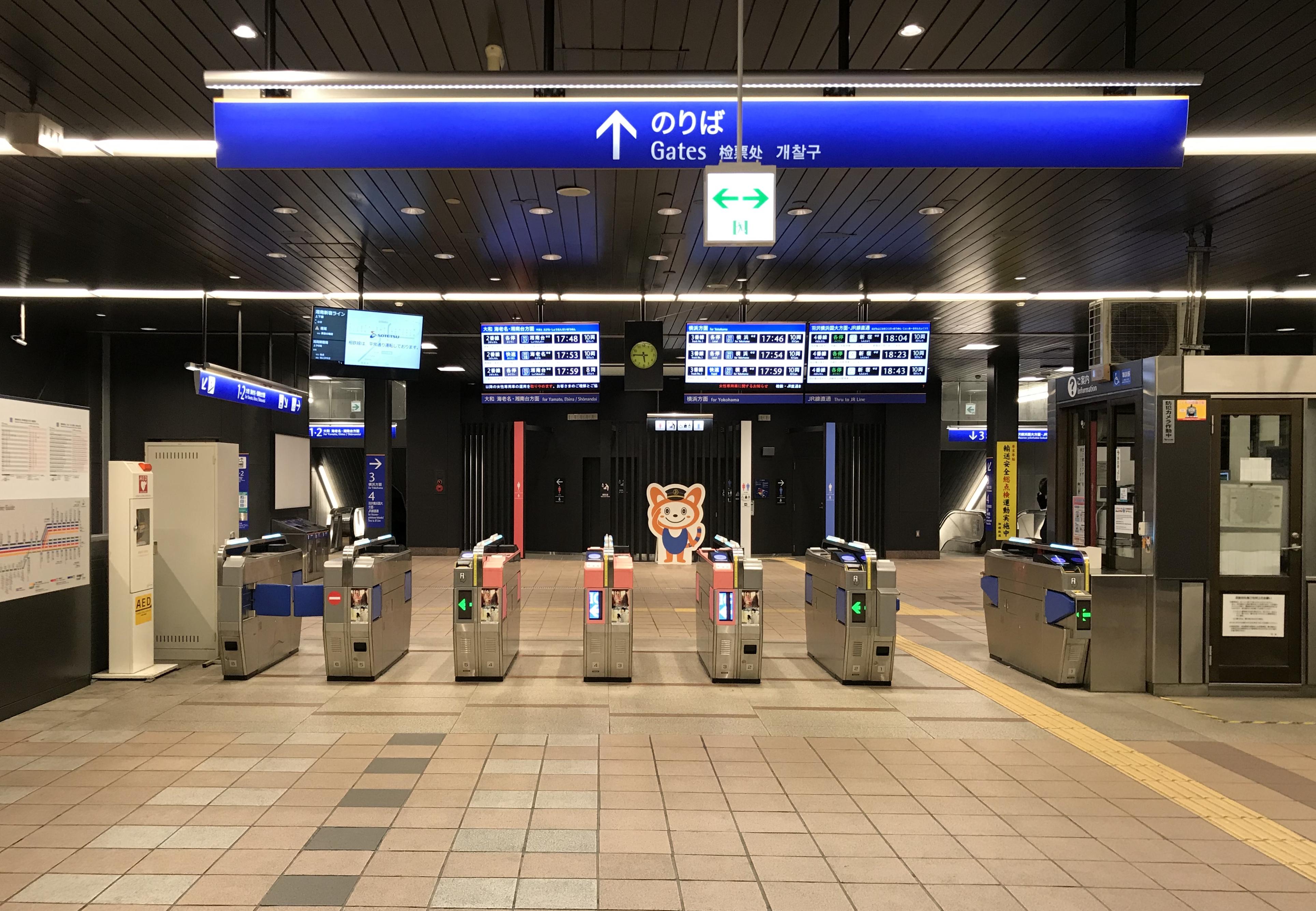
개찰구

## 인접역
| 사가미 철도 본선                | 사가미 철도 본선 | 사가미 철도 본선            |
| ------------------------------- | ---------------- | --------------------------- |
| SO07 가미호시카와 요코하마 방면 | ■ 각역정차       | 쓰루가미네 SO09 에비나 방면 |